# Platanus × hispanica

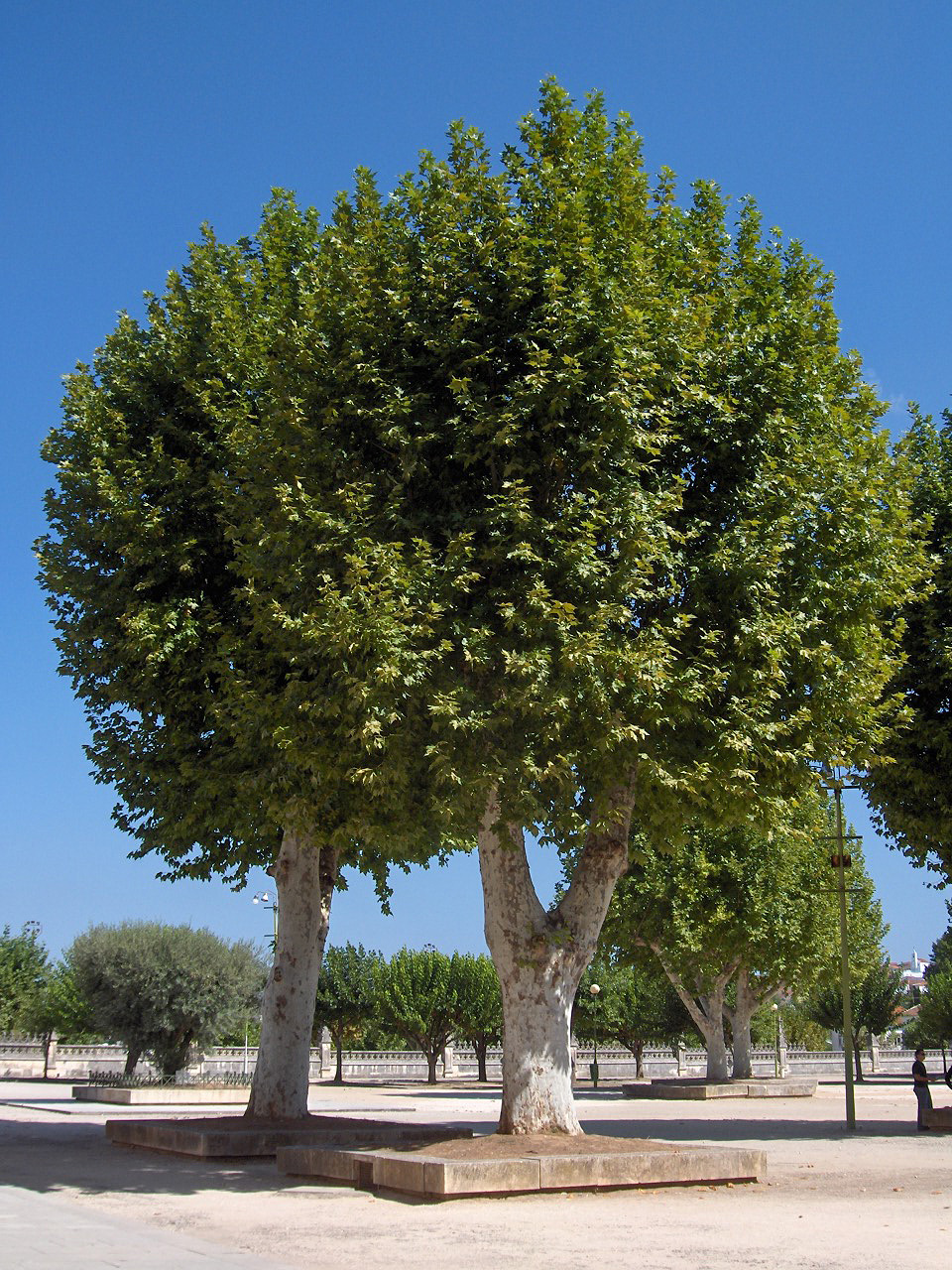
Plátanos na Batalha (Portugal)

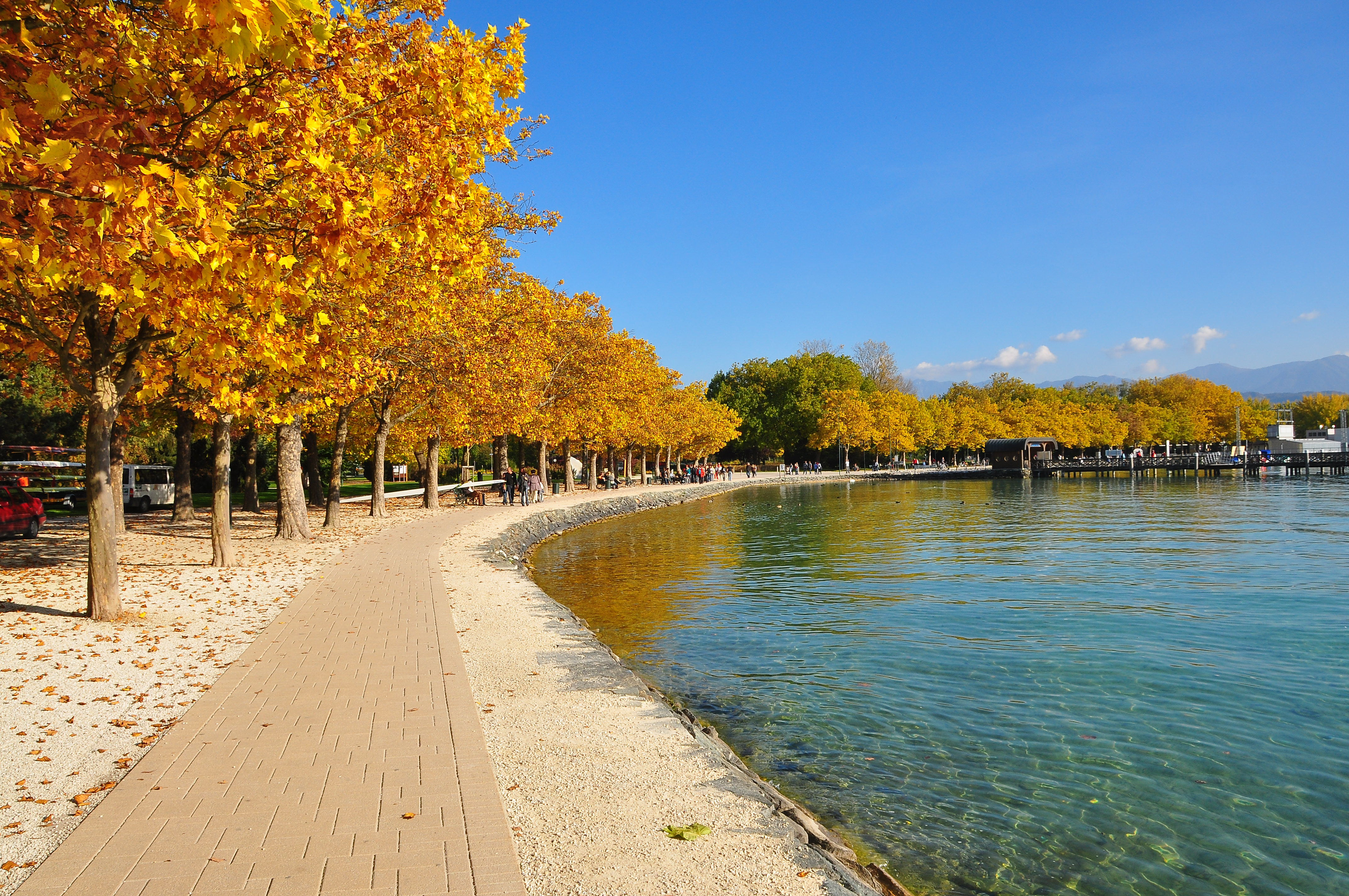
Plátanos no outono (Caríntia, Áustria)

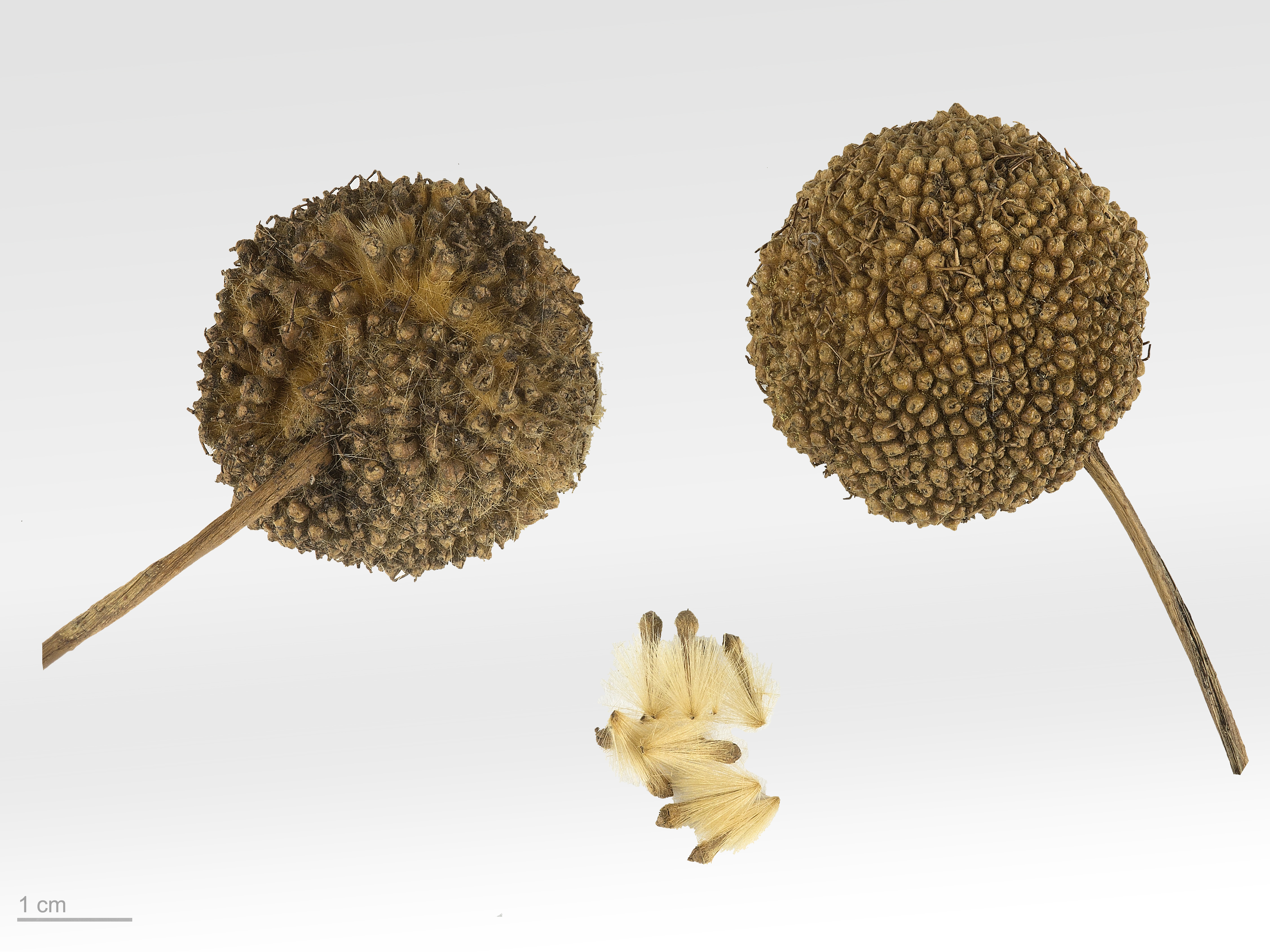
Platanus x hispanica - MHNT

Platanus × hispanica é uma árvore do género Platanus. É a variedade mais comum de plátano na Europa Ocidental, nomeadamente na Península Ibérica, onde também é designada por plátano de sombra. É muito comum nos parques e jardins urbanos de zonas temperadas.
É também conhecido como plátano comum, plátano híbrido, plátano europeu e plátano de Londres. Este último nome deve-se ao facto de mais de metade das árvores ornamentais daquela cidade serem Platanus × hispanica. A espécie tem outras designações científicas. Principalmente na literatura anglo-saxónica, o nome científico mais comum é Platanus × acerifolia, mas também são usados Platanus × hybrida, Platanus × acerifolia var. hispanica, Platanus orientalis var. acerifolia, Platanus × acerifolia f. pyramidalis e Platanus × acerifolia var. kelseyana. Algumas fontes consideram "Platanus × hybrida" um nomen dubium.

## Origem
A origem da espécie é supostamente uma hibridação entre Platanus orientalis e Platanus occidentalis (ou americano). Supõe-se que a hibridação foi produzida em Espanha no século XVII, onde as duas espécies estiveram pela primeira vez em contacto uma com a outra. Os nomes hispanica (Mill. e Münchh.) e hybrida (Brot.) refletem essa suposição.

## Descrição e uso
É uma árvore caducifólia hermafrodita de grande envergadura, cuja altura pode chegar aos 35 ou 40 metros, com o tronco geralmente direito, alto, com um diâmetro que pode chegar aos 3 m. A casca é delgada, de cor pálida cinzenta esverdeada ou amarelada, desprende-se em pequenas placas. A copa é ampla, arredondada, ainda que, com a poda, possa assumir diversas formas. Floresce na primavera; os frutos são aquénios rodeados de pêlos de cor pardacenta, acastanhada ou amarelada, cuja maturação ocorre no final do verão. Os frutos permanecem na árvore até à primavera seguinte e servem de alimento a algumas aves (tentilhões, Fringillidae) e esquilos.
É muito tolerante à poluição atmosférica e à compactação de raízes, o que a faz muito popular para árvore de beira de ruas ou estradas urbanas. Resiste relativamente bem ao vento e é mais resistente ao frio invernal do que o Platanus orientalis.
Apesar da sua popularidade como árvore urbana, apresenta alguns problemas. As folhas jovens e as sementes libertam pelos curtos que são irritantes quando inalados e provocam alergias e problemas respiratórios a pessoas com asma. Outro problema é a acumulação de folhas no outono; por serem resistentes, podem demorar mais de um ano a decompor-se se não forem limpas. As raízes podem causar problemas nas edificações e nos pisos das ruas e passeios.
A madeira, de cor clara, dura e resistente, é usada para aquecimento e em ensambladura. É semelhante à faia, mas é mais resistente à humidade e mais vulnerável a ataques de insetos. O alburno (partes mais próximas da casca) em pouco se distingue do núcleo.

## Ligações externas

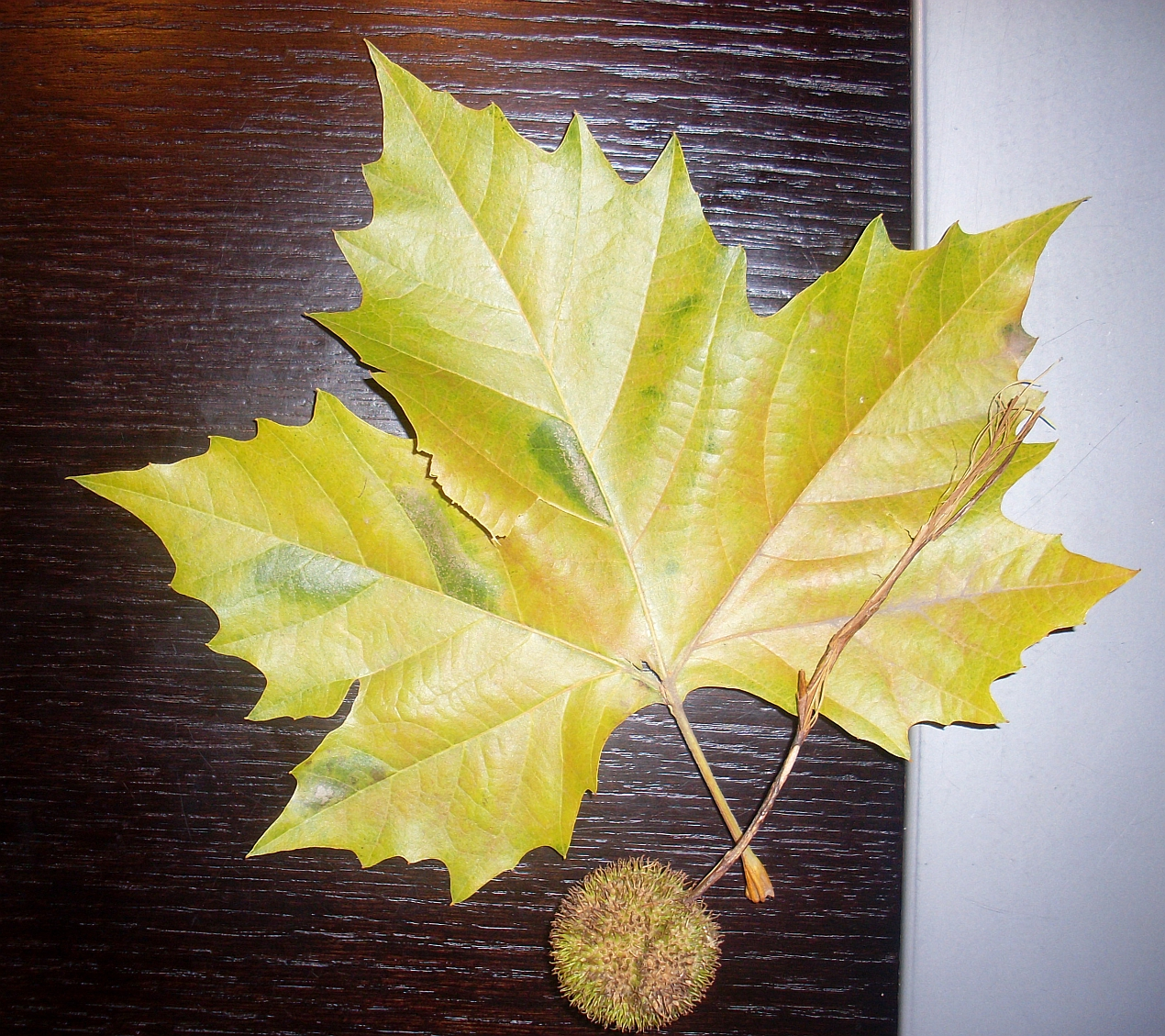
Folha e fruto de Platanus × hispanica

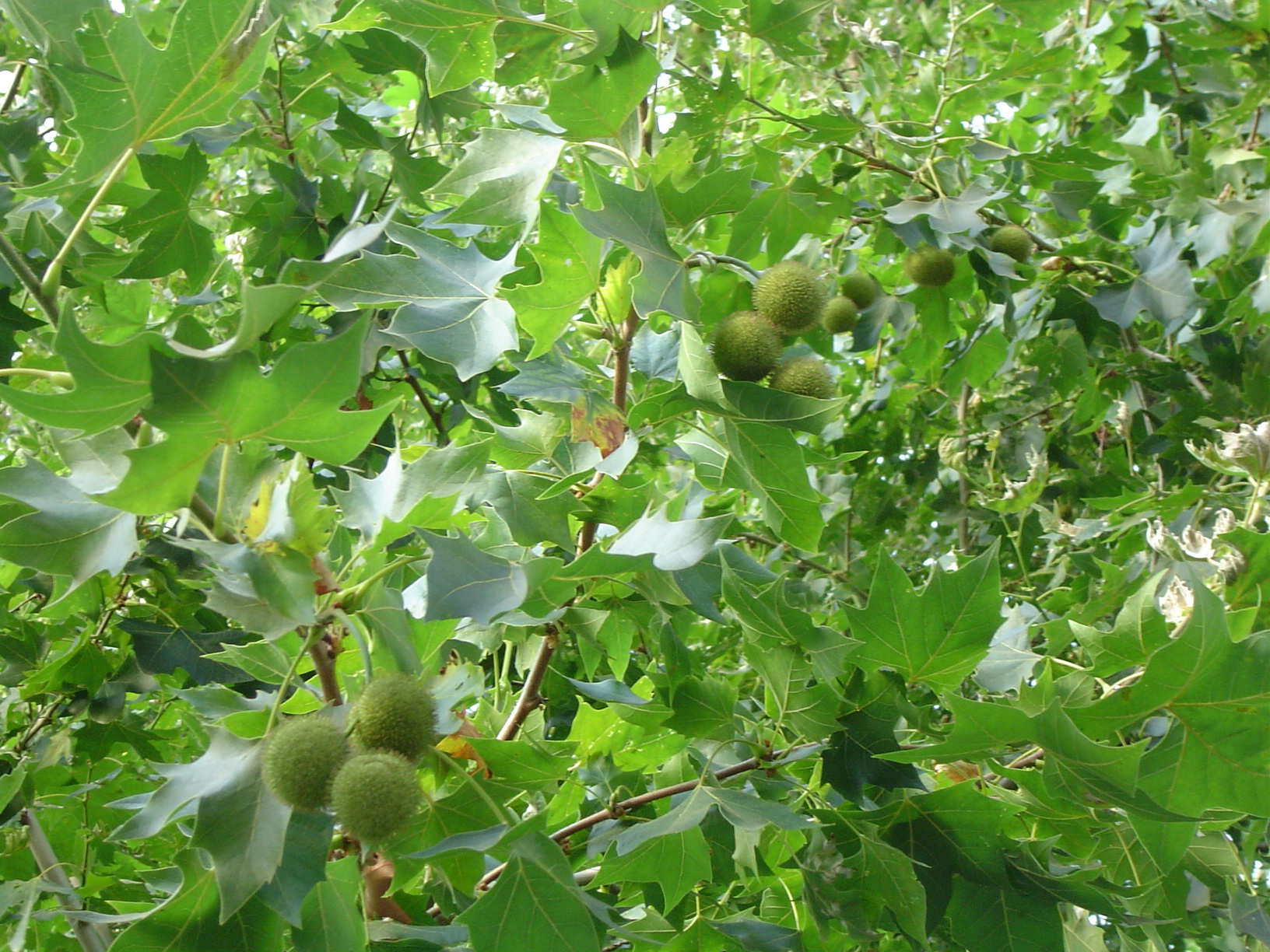
Folhagem de um plátano londrino no verão